# Жуков, Прохор Иванович
Прохор (Павлик) Иванович Жуков (4 [17] января 1915 — 21 марта 2003) — советский учёный-ихтиолог, доктор биологических наук, профессор. Автор более 240 научных работ по ихтиологии, рыбному хозяйству и охране природы.

## Биография
Родился 4 (17) января 1915 года в крестьянской семье в деревне Ольшово 1-е Корсиковской волости Рославльского уезда Смоленской губернии (с 1926 года — Хотимского района Могилёвской области БССР).
В 1931 году закончил Хотимскую семилетнюю школу. Работал разнорабочим в Минске на строительстве Дома Правительства, фабрики-кухни, Оперного театра.
С сентября 1931 года — студент рабочего факультета при Всесоюзном зоотехническом институте пушно-сырьевого хозяйства (ВЗИПСХ) в Москве. С 1933 года — студент факультета охотоведения этого же института. По окончании института присвоен диплом «биотехник-охотовед высшей квалификации».
Январь — декабрь 1938 года — начальник Госохотинспекции при Наркомземе БССР, Минск.
Январь 1939 — декабрь 1940 года — срочная служба в Советской Армии, участие в боях с белофиннами на Карельском перешейке, участие в освобождении Бессарабии. Присвоено офицерское звание «техник-интендант 2-го ранга».
Декабрь 1940 — июнь 1941 года — начальник охотсектора Окружного совета Всеармейского военно-охотничьего общества (ВВОО) Западного особого военного округа Минска.
Июнь 1941 — июль 1946 года — служба в Советской Армии заведующим делопроизводством отдела медснабжения Сануправления Западного фронта, помощник начальника головного отделения ПЭП № 143 с эвакопунктом по материальному обеспечению Западного и 1-го Украинского фронтов. Присвоено звание капитана административной службы.
В январе 1944 года стал членом КПСС.
В 1945 году — помощник начальника эвакогоспиталя по материальному обеспечению, Вена. После демобилизации отправлен в Москву в распоряжение Управления тыла Советской армии.
Октябрь 1946 — июнь 1948 года — заместитель главврача и директор подсобного хозяйства Минской областной психиатрической больницы.
Июль 1948 — ноябрь 1949 года — заместитель директора Минского мединститута по административно-хозяйственной части. Освобожден в связи с переходом на работу по специальности.
Ноябрь 1949 — октябрь 1951 года — учёный секретарь Управления по заповедникам при Совете Министров БССР.
Ноябрь 1951 — ноябрь 1954 года — аспирант Института биологии АН БССР (отдел фауны). Кандидатская диссертация защищена в Учёном совете Белгосуниверситета имени Ленина в срок (специальность «Ихтиология»).
Ноябрь 1954 — май 1957 года — ученый секретарь Отделения биологических и сельскохозяйственных наук АН БССР.
Начиная с 1955 года, будучи ученым секретарем Комиссии по охране природы при АН БССР, принимал активное участие в разработке основных документов по организации охраны природы в Белоруссии. По вопросам охраны природы им опубликовано 15 научных работ, в том числе работа «Ленинские принципы охраны природы», выдержавшая 4 издания.
Май 1957 — октябрь 1967 года — старший научный сотрудник Отдела фауны Института биологии АН БССР, с февраля 1958 — Отдела зоологии и паразитологии АН БССР.
В 1960 году принимал активное участие в работе VIII Международного конгресса по охране природы в Польше, участвовал в работе 1-го Европейского ихтиологического конгресса в составе делегации от Советского Союза.
В 1967 году защищена докторская диссертация на тему «Рыбы Белоруссии».
В 1969 году присвоено учёное звание профессора.
Октябрь 1967 — декабрь 1976 года — директор Белорусского научно-исследовательского института рыбного хозяйства Минрыбхоза СССР (БелНИИРХ). Затем — научный консультант БелНИИРХ и БелНИИ Управления рыбного хозяйства при СМ БССР. В 1977 году преждевременно вышел на пенсию в знак протеста против начавшейся уже тогда децентрализации рыбохозяйственной науки, разрушения внутрисоюзных и межреспубликанских связей.
В 1977−1991 и 1996—2003 годах исполнял обязанности научного консультанта в БелНИИрыбпроекте и в Институте зоологии АН БССР; был ведущим куратором по разработке общереспубликанской темы «Прогноз возможных изменений в биосфере в результате развития отраслей народного хозяйства до 1990 года»; «Развитие зоологии в Белоруссии в дореволюционный период» в рамках комплексной общереспубликанской темы «Развитие науки и культуры в Белоруссии». Активно участвовал в создании Белорусской советской энциклопедии, написал ряд статей для БелСЭ и Красной Книги Белоруссии

## Семья
Жена — Зоя Ивановна Жукова (12.12.1919 — 21.10.2003).
Дети:
- Владимир (3.6.1948 — 22.3.1996), кандидат биологических наук, старший научный сотрудник Института физиологии АН БССР.
- Лариса (род. 10.9.1944, в замужестве Лисицына), кандидат медицинских наук, старший преподаватель Белорусского государственного медицинского университета.

## Общественная работа
Председатель Белорусской республиканской группы Ихтиологической комиссии Министерства рыбного хозяйства СССР: зам. председателя Белорусского филиала Всесоюзного гидробиологического общества; зам. председателя научного совета по проблеме «Гидробиология, ихтиология и использование биологических ресурсов водоемов» при АН БССР.

## Научные труды
Всего П. И. Жуковым опубликовано более 240 научных работ по ихтиологии, рыбному хозяйству и охране природы, а также 12 крупных монографий:
- Жуков П. И. Рыбы бассейна Немана. — Минск: Изд-во АН БССР,1958. — 191 с.
- Жуков П. И. Рыбы (карта распространения рыб в БССР): Атлас БССР. — Минск; М.: изд-во АН БССР, 1958. — 1 п.л.
- Жуков П. И. Определитель рыб Белорусской ССР. — Минск: Изд-во АН БССР, 1960. — 132 с.
- Жуков П. И. Рыбы Белоруссии. — Минск: Наука и техника, 1965. — 415 с.
- Жуков П. И. Биологические основы рыболовства. — Минск: Наука и техника, 1968. — 110 с.
- Жуков П. И. Рыбные богатства Белоруссии. — Минск: Ураджай, 1974. — 152 с.
- Жуков П. И. Рыбные ресурсы Белоруссии. — Минск: Ураджай, 1983. — 128 с.
- Жуков П. И. Справочник по экологии пресноводных рыб. — Минск: Наука и техника, 1988. — 310 с.
- Жуков П. И. Рыбы: Популярный энциклопедический справочник. — Минск: БелСЭ, 1989. — 311 с.
- Жуков П. И. Карп: Экалогія i гаспадарчае значэнне. — Мінск: Навука i тэхніка, 1994.
- Жуков П. И. Определитель рыб, обитающих в водоемах республики Беларусь. — Минск: ПЧУП «Бизнесофсет», 2003. — 87 с.
- Жуков П. И. Справочник по ихтиологии, рыбному хозяйству и рыболовству в водоемах Белоруссии: в 2-х томах. — Минск: ОДО «Тонпик», 2004. — 454 с.

## Награды
Орден Отечественной войны II степени; медаль «За оборону Москвы»; медаль Жукова; медаль «За победу над Германией в Великой Отечественной войне 1941—1945 гг.»; юбилейные медали «20 лет (30 лет) (40 лет) Победы в Великой Отечественной войне 1941—1945 гг.»; юбилейная медаль «50 гадоў Перамогі ў Вялікай Айчыннай вайне 1941—1945 гг.»; юбилейные медали «50 (60) (70) лет Вооружённых Сил СССР»; юбилейная медаль «За доблестный труд»; знак «Ветеран войны 1941—1945 гг.»; знак «25 лет Победы в Великой Отечественной войне»; памятный знак «50 років визволення Украіни».